# Dimovo (huyện)
Dimovo là một huyện thuộc tỉnh Vidin, Bungaria. Dân số thời điểm năm 2001 là 8783 người.